# Наугад
«Наугад» («Родившийся в эту ночь») — пятый альбом рок-группы Nautilus Pompilius,записаный в Москве и Ленинграде в 1990 году и выпущеный в трёх вариантах:
1. Магнитоальбом, выпущеный в 1991 году (неофициальное издание)[1].
2. Альбом «Родившийся в эту ночь», изданный в 1991 году на грампластинке (часть материала вырезана, а именно песни «Падал тёплый снег», «Отход на север», «Город братской любви», «Новые легионы»).
3. Альбом «Наугад», вновь сведёный в студии на Фонтанке, принадлежащей группе «Телевизор», и изданный в 1994 году (песня «Люди» вырезана, добавлены песни «Стриптиз» и «Князь тишины»).

Некоторые песни перезаписаны: «Тихие игры», «Музыка на песке», «Падший ангел», «Люди» (вышли в альбоме «Человек без имени»), «Падал тёплый снег», «Бриллиантовые дороги», «Отход на север» (записаны ранее для концертного альбома, изданного уже после альбома «Наугад» в двух версиях: «Раскол» и «Отбой»), «Стриптиз» (вышла в альбоме «Князь тишины»), «Князь тишины» (вышла в альбомах «Невидимка» и «Князь тишины»).
Также в альбоме вышли пять новых песен («Родившийся в эту ночь», «Последний человек на земле», «Джульетта», «Чёрные птицы» и «Она ждёт любви»), из них «Чёрные птицы» перезаписаны для магнитоальбома «Чужая земля».
«Наугад» является единственным студийным альбомом группы, в который вошла песня, музыка к которой была сочинена не Вячеславом Бутусовым и не Дмитрием Умецким («Она ждёт любви»). Вторая такая композиция — «Песня в защиту мужчин» присутствует в концертном альбоме «Ни кому ни кабельность».

## Список композиций
Музыка — Вячеслав Бутусов, стихи — Илья Кормильцев, кроме отдельно указанных случаев.

### Магнитоальбом
Неофициальное издание альбома «Наугад» 1991 года.
| №   | Название                     | Текст песни            | Музыка                          | Длительность |
| --- | ---------------------------- | ---------------------- | ------------------------------- | ------------ |
| 1.  | «Как падший ангел»           |                        |                                 | 3:16         |
| 2.  | «Родившийся в эту ночь»      |                        |                                 | 5:31         |
| 3.  | «Тихие игры»                 | Бутусов, Елена Аникина |                                 | 3:24         |
| 4.  | «Последний человек на земле» |                        |                                 | 4:02         |
| 5.  | «Падал тёплый снег»          |                        |                                 | 2:49         |
| 6.  | «Она ждёт любви»             |                        | Александр Беляев, Игорь Копылов | 3:25         |
| 7.  | «Бриллиантовые дороги»       |                        |                                 | 3:45         |
| 8.  | «Отход на север»             |                        |                                 | 3:22         |
| 9.  | «Люди»                       |                        |                                 | 3:36         |
| 10. | «Город братской любви»       |                        |                                 | 4:07         |
| 11. | «Чёрные птицы»               |                        |                                 | 3:22         |
| 12. | «Джульетта»                  |                        |                                 | 4:51         |
| 13. | «Новые легионы»              |                        |                                 | 3:28         |
| 14. | «Музыка на песке»            |                        |                                 | 4:53         |

### «Родившийся в эту ночь»
Издание 1991 года, выпущенное на грампластинке.
| №   | Название                     | Текст песни                     | Музыка                          | Длительность |
| --- | ---------------------------- | ------------------------------- | ------------------------------- | ------------ |
| 1.  | «Родившийся в эту ночь»      |                                 |                                 | 5:32         |
| 2.  | «Тихие игры»                 | Вячеслав Бутусов, Елена Аникина |                                 | 3:23         |
| 3.  | «Люди»                       |                                 |                                 | 3:26         |
| 4.  | «Последний человек на земле» |                                 |                                 | 4:02         |
| 5.  | «Бриллиантовые дороги»       |                                 |                                 | 3:45         |
| 6.  | «Она ждёт»                   |                                 | Александр Беляев, Игорь Копылов | 3:25         |
| 7.  | «Музыка на песке»            |                                 |                                 | 4:52         |
| 8.  | «Чёрные птицы»               |                                 |                                 | 3:21         |
| 9.  | «Джульетта»                  |                                 |                                 | 4:53         |
| 10. | «Как падший ангел»           |                                 |                                 | 3:14         |

### «Наугад»
Официальное издание 1994 года, выпущенное на CD и аудиокассете.
| №   | Название                     | Текст песни                | Музыка                                | Длительность |
| --- | ---------------------------- | -------------------------- | ------------------------------------- | ------------ |
| 1.  | «Как падший ангел»           |                            |                                       | 3:16         |
| 2.  | «Родившийся в эту ночь»      |                            |                                       | 5:31         |
| 3.  | «Тихие игры»                 | Бутусов, Елена Аникина     |                                       | 3:24         |
| 4.  | «Последний человек на земле» |                            |                                       | 4:02         |
| 5.  | «Джульетта»                  |                            |                                       | 4:51         |
| 6.  | «Падал тёплый снег»          |                            |                                       | 2:49         |
| 7.  | «Бриллиантовые дороги»       |                            |                                       | 3:45         |
| 8.  | «Отход на север»             | Бутусов                    |                                       | 3:22         |
| 9.  | «Стриптиз»                   |                            | Вячеслав Бутусов, Алексей Могилевский | 5:39         |
| 10. | «Город братской любви»       |                            |                                       | 4:07         |
| 11. | «Музыка на песке»            |                            |                                       | 4:53         |
| 12. | «Чёрные птицы»               |                            |                                       | 3:22         |
| 13. | «Она ждёт любви»             |                            | Александр Беляев, Игорь Копылов       | 3:25         |
| 14. | «Новые легионы»              | Бутусов                    |                                       | 3:28         |
| 15. | «Князь тишины»               | Эндре Ади, Леонид Мартынов |                                       | 3:07         |

## Участники записи
- Вячеслав Бутусов — вокал, гитара
- Егор Белкин — гитара
- Александр Беляев — гитара
- Игорь Копылов — бас-гитара
- Игорь Джавад-заде — барабаны

Приглашённые музыканты («Наугад»)
- Олег Сакмаров — флейта, гобой
- Пётр Акимов — виолончель

## Песня «Последний человек на земле»
Журналист издания «Областная газета» Владимир Васильев в 2015 г. вспомнил, что в 1989 году он делал большое интервью с поэтом группы Ильёй Кормильцевым. Васильев отметил: «Илья тогда согласился предоставить для публикации несколько своих стихов, которые ещё не превратились в песни. Особенно мне понравился „Последний человек на земле“ — пронзительная история о простом крестьянине, который не пожелал отдавать свой клочок земли трём шатающимся вокруг не то армиям, не то бандам».
Самой песне была дана следующая рецензия: «Песня вызывает дикий микс отрицательных эмоций: ярость, отчаяние, гнев, жалость… Композиция не самый, конечно, великий хит „Нау“. Отличные стихи были убиты блёклой мелодией и редактированием.
В песне меня „цепанул“ не только сюжет, но и то, как Илья его прописал. Если бы в тексте упоминались только две армии — белая и красная — текст был бы сиюминутным, политизированным — с неминуемым отсылом к Гражданской войне. А наличие третьей силы подняло стихотворение на уровень философских обобщений. Появилась в нём какая-то высокая фольклорность, в которой всего по три — героев, испытаний, подвигов… Эта вещь, думалось мне, будет на уровне „Скованных одной цепью“. Но, увы…
Когда услышал песню — пришёл в ужас. Бутусов обычно находил адекватное музыкальное воплощение стихам Кормильцева. Иногда даже „поднимал“ их, увидев в них то, чего не видел сам поэт. Но в этот раз система дала сбой.
Во-первых, у Бутусова не получилось удачной мелодии. А погубило песню редактирование текста. Бутусов сделал последнее четверостишие припевом (чем убил драматургию произведения), а главное — вычеркнул одну принципиально важную строчку… Её отсутствие перевернуло всё. У Кормильцева было: „молившийся под крышей своим богам, своим двум богам — своим двум рукам“. Стало: „Молившийся под крышей своим богам“… Эпическая сага о защите своей земли превратилась в невразумительный гимн… чего? Язычества?
Самое печальное, что понравившийся мне изначальный текст практически канул в Лету. По интернету стихотворение гуляет исключительно в том виде, в каком его спел Бутусов». В конце публикации приведён изначальный вариант стихотворения.

## Интересные факты
- Обложка первого издания в варианте «Наугад» повторяет оформление альбома U2 Achtung Baby, выпущенного в 1991 году.
- Песня «Чёрные птицы» звучит в фильме Алексея Балабанова «Брат» (в сцене изготовления обреза из охотничьего ружья). В той же сцене мелькает обложка альбома в варианте «Родившийся в эту ночь». При создании музыки к фильму «Жмурки», также снятом Балабановым, для основной музыкальной темы картины Вячеславом Бутусовым был взят проигрыш из всё той же песни «Чёрные птицы».